# 1996年9月逝世人物列表
1996年逝世人物列表：1月 - 2月 - 3月 - 4月 - 5月 - 6月 - 7月 - 8月 - 9月 - 10月 - 11月 - 12月
1996年9月逝世人物列表，是用於匯總1996年9月期間逝世人物的列表。

## 依日期排序

### 1日
- 吉米·鄧肯森，76歲，蘇格蘭足球運動員。[1]
- 沃恩·霍尔姆波，86歲，丹麥作曲家和教師。[2]
- 安德魯·休斯，88歲，土耳其裔日本電影演員和企業高管。
- 卡爾·克爾，98歲，德英本篤會僧侶和蜜蜂育種權威。[3]
- 揚·奧布萊門科，51歲，羅馬尼亞足球前鋒，心臟病發作而死。
- 尼普，95歲，緬甸演員和電影導演。
- 雨果·謝爾特馬，78歲，荷蘭外交官和大使。
- 柳芭·韋利奇，83歲，保加利亞歌手。[4]

### 2日
- 安德列·查斯塔尼奧爾，76歲，法國歷史學家。[5]
- 卡爾·弗倫策爾，85歲，德國納粹戰犯。
- 格奧爾基·格奧爾基耶夫-蓋茲，69歲，保加利亞電影和舞台演員，死於中風。
- 帕迪·克利夫特，43歲，辛巴威板球運動員，死於骨髓癌。
- 查理斯·柯博，79歲，美國律師，吉米·卡特的長期顧問。[6]
- 韋斯·利文古德，86歲，美國棒球運動員，球探和經理。[7]
- 奧托·盧寧，96歲，德裔美國作曲家和指揮家。[8]
- 亞歷山大·瑪律金，46歲，蘇聯足球運動員[9]
- 阿尔多·蒙塔诺，85歲，義大利擊劍運動員。[10]

### 3日
- 韋尼亞明·巴斯納，71歲，蘇聯/俄羅斯作曲家。[11]
- 羅伯特·布朗，75歲，英國政治家，生於1921年。
- 沃爾特·福斯特，79歲，巴西演員，心臟病發作。
- 艾米麗·卡梅·肯瓦雷，86歲，來自北領地烏托邦的澳大利亞原住民藝術家。[12]
- 瓦萊里·克拉夫琴科，57歲，蘇聯/俄羅斯排球運動員。
- 朱利安·埃默里，77歲，英國政治家。[13]
- 奥格·曼狄诺，72歲，美國作家。[14]
- 阿爾巴·羅巴羅，88歲，烏拉圭律師、詩人和政治家。
- 休·托尼，42歲，愛爾蘭民族解放軍准軍事領導人
- 愛德華·圖金頓，97歲，美國橄欖球聯盟球員。

### 4日
- 維克多·亞倫，39歲，美國演員
- 瓊·克拉克，79歲，英國密碼學家和錢幣學家。
- 貝比·道格倫，84歲，美國棒球運動員。[15]
- 伊盧斯·W·戴維斯，79歲，美國市長。[16]
- 喬治·休布納，85歲，美國執行工程師（克萊斯勒公司），死於肺水腫。
- 珍妮·朱利亞，86歲，法國模特和女演員。
- 比爾·麥克菲爾，76歲，美國電視主管。
- 胡里奧·穆西梅西，72歲，阿根廷足球運動員。
- 威利·史密斯，86歲，美式足球運動員。[17]

### 5日
- 倫納德·卡茲曼，69歲，美國電影和電視製片人，作家和導演[18]
- 安東尼·門德爾森，81歲，英國服裝設計師。
- 安塞姆·施特勞斯，79歲，美國醫學社會學家。[19]
- 克萊姆·湯瑪斯，67歲，威爾士橄欖球運動員。[20]
- 約翰·懷特，71歲，加拿大政治家。
- 山村美紗，62歲，日本小說家，推理小說作家，心力衰竭而死。

### 6日
- 吉內特·馬特諾，94歲，法國音樂家。
- 巴尼·麥考斯基，79歲，美國職業棒球大聯盟球員。[21]
- 達里奧·埃斯皮納·佩雷斯，75歲，古巴銀行家、律師和作家。
- 薩爾曼·沙阿，24歲，孟加拉國演員[22]
- 丹尼爾·尚克斯，79歲，美國數學家。[23]
- 埃斯特·索雷，81歲，智利歌手，糖尿病昏迷而死。
- 邁克爾·托倫斯，35歲，美國連環殺手，被注射死刑而死。[24]
- 道格拉斯·佛蘭克林·賴特，56歲，美國連環殺手[24]

### 7日
- 比比·貝什，54歲，奧地利裔美國女演員[25]
- 約瑟夫·比羅克，93歲，美國電影攝影師[26]
- 阿爾達·鮑澤，97歲，美國橄欖球運動員。[27]
- 尼科洛·卡斯蒂廖尼，64歲，義大利音樂家。[28]
- 布魯諾·科爾布奇，64歲，義大利電影導演。[29]
- 阿瑟·弗萊明，91歲，美國政府官員[30]
- 基思·福布斯，90歲，澳大利亞足球運動員。
- 吉爾達，34歲，阿根廷歌手，交通事故。
- 威利·米蘭達，70歲，古巴裔美國棒球運動員。[31]
- 維亞切斯拉夫·索洛維約夫，71歲，蘇聯/俄羅斯足球運動員和教練。[32]

### 8日
- 謝苗·阿拉諾維奇，62歲，蘇聯/俄羅斯電影導演，死於癌症。
- 艾爾·德·拉努克斯，102歲，美國藝術家、作家和裝飾藝術設計師。[33]
- 奧尼布·奧爾梅多，59歲，菲律賓畫家。
- 雅克·施密特，63歲，法國服裝設計師。[34]

### 9日
- 勞爾·卡爾沃，79歲，阿根廷籃球運動員。[35]
- 哈里·哈內布林克，68歲，美國棒球運動員[36]
- 希瓦·納特·卡朱，86歲，印度律師，法官和印度國民大會政治家。
- 羅傑·馬斯楚安尼，66歲，義大利電影剪輯師[37]
- 比爾·夢露，84歲，美國藍草音樂之父[38]
- 羅伯特·尼斯貝特，82歲，美國社會學家。[39]
- 約翰·W·圖蒂爾，85歲，美國外交官。[40]

### 10日
- 拉蒂法·扎亞特，73歲，埃及活動家和作家，死於癌症。
- 雷·科爾曼，59歲，英國記者和作家。[41]
- 喬安妮·德魯，74歲，美國女演員[42]
- 金雀花薩默塞特·弗萊，65歲，英國歷史學家和作家[43]
- 汉斯·李斯特，100歲，奧地利汽車先驅。
- 裘莉婭·莫頓，84歲，美國作家和植物學家。[44]
- 斯蒂格·諾倫，88歲，瑞典將軍和空軍司令。
- 胡安妮塔·賴特，61歲，美國職業摔跤手和經理，心臟病發作而死。
- 彼特·斯托特，73歲，美國國家橄欖球聯盟球員[45]

### 11日
- 吉多·阿里斯塔科，77歲，義大利電影評論家和作家。[46]
- 布拉茲，75歲，巴西籃球運動員。
- 克拉拉·費赫爾，74歲，匈牙利作家。
- 路易絲·費奇，81歲，美國女演員。[47]
- 布倫達·福布斯，87歲，英裔美國女演員[48]
- 丹·馬奧尼，87歲，澳大利亞政治家。
- 迪恩·沃爾多·馬洛特，98歲，美國學者和行政人員。[49]
- 湯瑪斯·J·奧康納，71歲，美國政治家。
- 種田孝一，82歲，日本足球運動員和經理[50]

### 12日
- 尼古拉·阿夫希莫維奇，89歲，蘇聯和白俄羅斯政治家。
- 弗蘭克·克裡斯蒂，69歲，蘇格蘭足球運動員和經理。
- 埃萊扎·德·卡瓦略，84歲，巴西指揮家和作曲家。[51]
- 埃內斯托·蓋澤爾，89歲，巴西將軍、巴西前總統[52]
- 里卡多·洛佩斯，21歲，烏拉圭裔美國音樂家比約克的跟蹤者，自殺身亡。
- 詹姆斯·斯科特·埃利奧特，93歲，英國陸軍軍官。

### 13日
- 馬文·艾倫，81歲，美國足球教練。
- 簡·巴克斯特，87歲，英國女演員[53]
- 詹姆斯·邦納，86歲，美國分子生物學家。[54]
- 塞薩爾·門多薩·杜蘭，78歲，智利警官、馬術運動員和政府軍政府成員[55]
- 圖帕克·夏庫爾，25歲，美國說唱歌手[56]
- 王首道，90歲，中國政治家。
- 索塞·菲爾蓋拉·巴爾韋德，89歲，西班牙作家、知識份子和研究員。[57]
- 威廉·艾爾斯·沃德，68歲，美國埃及古物學家。
- 萊妮·威廉姆斯，35歲，非裔美國舞蹈家/編舞家/大師級教師[58][59]

### 14日
- 海倫·科漢，86歲，美國舞臺舞者和電影演員。[60]
- 喬克·科德納，86歲，澳大利亞足球運動員。
- E.J.H.科納，90歲，植物學家和真菌學家。[61]
- 道格拉斯·埃弗里特，91歲，美國冰球運動員。
- 喬·馬丁，80歲，美國拳擊教練。
- 羅斯·歐萊特，93歲，魁北克女演員，喜劇演員和劇院經理。[62]
- 朱麗葉·普勞斯，59歲，舞蹈家和女演員[63]

### 15日
- 菲爾·法布曼，72歲，美國籃球運動員。[64]
- 喬·馬尼亞奇，82歲，美國橄欖球運動員和教練。[65]
- 艾格尼絲·蒙根，91歲，美國藝術史學家。[66]
- 埃爾林·尼爾森，61歲，丹麥足球運動員。[67]
- 湯姆·佩恩，81歲，巴西電影導演、編劇和演員。[68]
- 安迪·皮爾尼，83歲，美國橄欖球運動員和教練，棒球運動員。[69]
- 奧蒂斯·圖爾，49歲，美國流浪者和連環殺手，死於肝硬化。
- 喬治斯·瓦福普洛斯，93歲，希臘詩人、作家和記者。[70]

### 16日
- 麥喬治邦迪，77歲，美國學者[71]
- 卡尔·德勒泽，82歲，德國曲棍球運動員。[72]
- 羅爾夫·格拉埃，79歲，丹麥建築師和管風琴設計師。
- 吉恩·尼爾森，76歲，美國演員、舞蹈家、編劇和導演[73]
- 瓊·佩里，85歲，美國電影女演員、模特和歌手[74]

### 17日
- 斯皮罗·阿格纽，美國政治家，77歲，美國第39任副總統[75]
- 玛丽安·巴赫迈尔，46歲，德國義警[76]
- 特奧多羅·費爾南德斯，83歲，秘魯足球運動員。[77]
- 傑西·希爾，63歲，美國R&B和路易士安那州藍調歌手和詞曲作者[78]
- 保羅·J·克雷布斯，84歲，美國工會官員和政治家。[79]
- 阿諾德·彼得斯，74歲，加拿大政治家。
- 亨克·希維納爾，78歲，荷蘭足球運動員。[80]

### 18日
- 安娜貝拉，89歲，法國電影女演員，心臟病發作而死。
- 烏爾里希·貝格，78歲，德國演員。[81]
- 科里·拉德，80歲，荷蘭游泳運動員和奧運選手。[82]
- 羅納德·麥克尼科爾，90歲，澳大利亞陸軍將軍。
- 雷蒙德·李·斯圖爾特，44歲，美國狂歡殺手[83]
- 白楊，76歲，中國女演員。[84]

### 19日
- 努爾丁·阿巴，75歲，阿爾及利亞詩人和劇作家。[85]
- 保姆·費爾南德斯，77歲，美國棒球運動員。[86]
- 赫爾穆特·海森比特爾，75歲，德國小說家和詩人，死於肺炎。
- 喬治·亨特，86歲，英格蘭足球運動員[87]
- 道格拉斯·海德，85歲，英國政治記者和作家。[88]
- 愛琳·曼恩，67歲，德國舞蹈家、演員和編舞家。
- 斯特凡·米哈伊萊斯庫-布勒伊拉，71歲，羅馬尼亞演員，死於阿爾茨海默病。
- 切斯瓦夫·佩特爾斯基，73歲，波蘭電影導演和編劇。[89]
- 埃德爾伯托·蒂姆波，83歲，菲律賓教授，作家。

### 20日
- 佛朗哥·安格里薩諾，70歲，義大利演員[90]
- 穆塔扎·布托，42歲，巴基斯坦政治家和激進領導人
- 布朗裡格，58歲，美國電影導演和製片人。
- 保羅·德雷珀，86歲，美國踢踏舞者和編舞家[91]
- 埃尔德什·帕尔，83歲，匈牙利數學家[92]
- 克雷索·戈利克，74歲，克羅埃西亞電影和電視導演和編劇。
- 魯本·卡曼加，67歲，尚比亞政治家。
- 馬克斯·馬努斯，81歲，二戰期間挪威抵抗戰士。[93]
- 達格杜·馬魯蒂·帕瓦爾，61歲，印度作家。
- 泰德·普拉特，75歲，英格蘭足球運動員。[94]
- 威廉·S·沃恩，92歲，美國商人和慈善家。[95]
- 保羅·韋斯頓，84歲，美國鋼琴家、編曲家、作曲家和指揮家。[96]

### 21日
- 埃裡卡·克雷默，96歲，德國化學家。
- 保羅·德波利，91歲，義大利琺瑯師和畫家。[97]
- 拉瑪律·多德，87歲，美國藝術家。[98]
- 克勞斯·霍爾姆，78歲，德國電影演員。[99]
- 里奧·以撒森，86歲，美國律師和政治家[100]
- 亨利·努文，64歲，荷蘭天主教神父，作家和神學家[101]
- 弗朗茨·普夫尼尔，87歲，德國高山滑雪運動員，奧運會冠軍和二戰期間的黨衛軍軍官。[102]
- 阿紹克·庫瑪律·森，82歲，印度律師和政治家。
- 朱利葉斯·西爾弗曼，90歲，英國政治家。
- 薩賓·茲拉廷，89歲，第二次世界大戰期間的波蘭 - 法國抵抗運動成員。[103]

### 22日
- 穆罕默德·本·艾哈迈德·阿卜杜勒·加尼，69歲，阿爾及利亞政治家和總理。
- 貝納祺，74歲，香港英國律師和政治家[104]
- 盧德米拉·奇里亞耶夫，72歲，蘇聯裔加拿大芭蕾舞演員和編舞家。[105]
- 多蘿西·拉莫爾，81歲，美國女演員和歌手[106]
- 約瑟夫·西爾，84歲，匈牙利運動員。
- 斯維蒂斯拉夫·瓦利亞列維奇，85歲，南斯拉夫足球運動員。[107]
- 瑪律科·瓦洛克，69歲，塞爾維亞足球運動員。
- 喬安妮·溫特，71歲，美國棒球運動員和高爾夫球手。

### 23日
- 比馬爾·庫馬爾·巴哈瓦特，71歲，印度神經化學家和糖生物學家。
- 喬·博羅夫斯基，62歲，加拿大政治家和活動家。
- 藤子·F·不二雄，62歲，日本漫畫家[108]
- 卡羅利·卡帕蒂，90歲，匈牙利奧運摔跤冠軍。[109]
- 傑克·紐曼，94歲，紐西蘭板球運動員和企業高管。
- 迪爾穆德·奧尼爾，27歲，愛爾蘭臨時共和軍（IRA）的北愛爾蘭志願者，被殺。
- 斯圖爾特·皮戈特，86歲，英國考古學家.[110]
- 弗朗西斯·勞赫，86歲，捷克音樂教育家和鋼琴家。
- 絲綢·史密斯莎，35歲，印度女演員和舞蹈家，上吊自殺身亡。

### 24日
- I.E.S.愛德華茲，87歲，英國埃及古物學家和策展人。[111]
- 雷德·恩布里，79歲，美國職業棒球大聯盟投手。[112]
- 馬克·弗蘭克爾，34歲，英國演員[113]
- 澤基穆倫，64歲，土耳其歌手，作曲家，詞曲作者，演員和詩人[114]
- 馬里奧·帕爾梅裡奧，80歲，巴西作家。[115]
- 帕維爾·蘇多普拉托夫，89歲，蘇聯中將和間諜。[116]
- 詹尼斯·范德瓦爾，39歲，荷蘭選秀運動員，死於白血病。

### 25日
- 雷德·米哈利克，80歲，美國籃球運動員和裁判。[117]
- 理查·霍爾特·洛克，55歲，美國同性戀色情電影演員，愛滋病教育家和活動家，死於愛滋病併發症。
- 赫爾吉·斯庫拉森，63歲，冰島演員和舞台導演。
- 喬治·韋內羅索，87歲，美式橄欖球教練。[118]

### 26日
- 陳毓祥，45歲，香港保衛釣魚台人士。
- 丁一三，64-65歲，中國劇作家
- 尼库·齐奥塞斯库，45歲，羅馬尼亞政治家，尼古拉·齐奥塞斯库和埃列娜·齐奥塞斯库的兒子，死於肝硬化。
- 鮑勃·大衛森，84歲，加拿大冰球運動員。[119]
- 海因茨·恩格爾曼，85歲，德國演員。
- 阿莉恰·伊万斯卡，78歲，波蘭社會學家、學者和作家，死於肺癌。
- 約瑟夫·瑪律科，73歲，斯洛伐克足球運動員。
- 露西亞·瓦萊里奧，91歲，義大利網球運動員。
- 傑弗里·威爾金森，75歲，英國化學家，諾貝爾獎獲得者。[120]

### 27日
- 赫敏·巴倫，83歲，美國合同橋。[121]
- 詹姆斯·佛蘭克林·巴廷，71歲，美國政治家和美國聯邦法官。[122]
- 吉拉·胡塞尼，32歲，伊朗詩人，作家，研究員和電臺播音員，死於車禍。
- 布魯斯·科諾普卡，77歲，美國棒球運動員。[123]
- 加蘭·勞恩，78歲，美國棒球運動員。[124]
- 穆罕默德·纳吉布拉，49歲，阿富汗政治家和阿富汗總統，被絞死。
- 艾哈邁德·穆罕默德·努曼，87歲，葉門教育家、宣傳家和政治家。
- 李鐵，83歲，粵語電影導演。

### 28日
- 朱塞佩·巴爾托洛梅，73歲，義大利政治家。
- 梅納托博法，66歲，義大利賽車手。
- 馬科斯·奧雷利奧·迪保羅，76歲，阿根廷足球運動員。
- 鮑勃·吉布森，64歲，美國民謠歌手和音樂家[125]
- 奧古斯特·莫斯，81歲，德國海軍軍官，二戰潛艇指揮官。
- 安德列·蘇萊金，47歲，俄羅斯花樣滑冰運動員。
- 莫裡斯·瓦倫西，93歲，美國作家和劇作家。[126]

### 29日
- 克萊爾·波嫩范特，71歲，加拿大政治家和女權主義者。
- 萊斯利·克勞瑟，63歲，英國喜劇演員、演員、電視節目主持人和遊戲節目主持人[127]
- 远藤周作，73歲，日本作家[128]
- 博胡斯拉夫·卡尔利克，87歲，捷克斯洛伐克皮划艇運動員和水上激流迴旋運動員。[129]
- 李強，91歲，中國革命者、特工和政治家，死於肝癌。
- 喬治·龍，80歲，美國籃球教練。

### 30日
- 查理·亞當，77歲，蘇格蘭足球運動員。
- 奧布里·布拉巴松，76歲，愛爾蘭賽馬騎師。
- 肯尼斯·繆爾，89歲，英國文學家和作家。[130]
- P·傑·西德尼，81歲，美國演員。[131]
- 小莫內塔·斯利特，70歲，美國記者[132]
- 西爾維斯特·威廉·特雷寧，78歲，美國羅馬天主教主教。[133]